# Gottfried Reinhardt
Gottfried Reinhardt (Berlino, 20 marzo 1911 – Los Angeles, 19 luglio 1994) è stato un regista, produttore cinematografico e sceneggiatore austriaco naturalizzato statunitense.
Era figlio del regista e drammaturgo Max Reinhardt e dell'attrice Else Heims.

## Filmografia parziale

### Regia
- Perfido invito (Invitation) (1952)
- Storia di tre amori (The Story of Three Loves) (1953)
- Controspionaggio (Betrayed) (1954)
- Vor Sonnenuntergang (1956)
- Grand hotel (Menschen im Hotel) (1959)
- I pirati del cielo (Abschied von den Wolken) (1959)
- Notte d'inferno (Liebling der Götter) (1960)
- La città spietata (Town Without Pity) (1961) - anche produzione
- Situazione disperata ma non seria (Situation Hopeless... But Not Serious) (1965) - anche produzione

### Produzione
- Corrispondente X (Comrade X), regia di King Vidor (1940)
- Follia (Rage in Heaven), regia di W. S. Van Dyke (1941)
- Non tradirmi con me (Two-Faced Woman), regia di George Cukor (1941)
- Jack il bucaniere (Big Jack), regia di Richard Thorpe (1949)
- Il grande peccatore (The Great Sinner), regia di Robert Siodmak (1949)
- La prova del fuoco (The Red Badge of Courage), regia di John Huston (1951)
- Avvocato di me stesso (Young Man with Ideas), regia di Mitchell Leisen (1952)

### Sceneggiatura
- Io vivo la mia vita (I Live My Life), regia di W. S. Van Dyke (1935)
- Il grande valzer (The Great Waltz), regia di Julien Duvivier (1938)